# Rhodostrophia pulverearia
Rhodostrophia pulverearia là một loài bướm đêm trong họ Geometridae.